# Genís Soldevila
Genís Soldevila Solduga (Balaguer, 3 marzo 1987) è un ex calciatore spagnolo, di ruolo attaccante.

## Caratteristiche tecniche
È un'ala destra.

## Carriera
Inizia a giocare a calcio nelle giovanili del Balaguer. Nel 2018 viene ingaggiato dall'Inter Escaldes, formazione impegnata nel campionato andorrano. Nel 2020 contribuisce con 16 reti alla vittoria del campionato (vincendo la classifica marcatori), il primo nella storia dell'Inter Escaldes. L'8 agosto 2020 esordisce nelle competizioni europee in Drita-Inter Escaldes (2-1), incontro preliminare valido per l'accesso alla fase a gironi di UEFA Champions League.
Il 4 agosto 2022 rescinde consensualmente il proprio contratto.

## Statistiche

### Presenze e reti nei club
Statistiche aggiornate al 3 marzo 2023.
| Stagione              | Squadra               | Campionato            | Campionato | Campionato | Coppe nazionali | Coppe nazionali | Coppe nazionali | Coppe continentali | Coppe continentali | Coppe continentali | Altre coppe | Altre coppe | Altre coppe | Totale | Totale |
| Stagione              | Squadra               | Comp                  | Pres       | Reti       | Comp            | Pres            | Reti            | Comp               | Pres               | Reti               | Comp        | Pres        | Reti        | Pres   | Reti   |
| --------------------- | --------------------- | --------------------- | ---------- | ---------- | --------------- | --------------- | --------------- | ------------------ | ------------------ | ------------------ | ----------- | ----------- | ----------- | ------ | ------ |
| 2018-2019             | Inter Escaldes        | PD                    | 20+6       | 8+2        | CC              | 1               | 0               | -                  | -                  | -                  | -           | -           | -           | 27     | 10     |
| 2019-2020             | Inter Escaldes        | PD                    | 21+2       | 16         | CC              | 3               | 4               | -                  | -                  | -                  | -           | -           | -           | 26     | 20     |
| 2020-2021             | Inter Escaldes        | PD                    | 14+6       | 8+5        | CC              | 2               | 1               | UCL+UEL            | 1+1                | 0                  | SA          | 1           | 0           | 25     | 14     |
| 2021-2022             | Inter Escaldes        | PD                    | 17+6       | 5+2        | CC              | 3               | 3               | UCL+UECL           | 2+2                | 0+2                | SA          | 1           | 1           | 31     | 13     |
| ago. 2022             | Inter Escaldes        | PD                    | 0          | 0          | CC              | 0               | 0               | UCL+UECL           | 2+2                | 2+1                | SA          | 0           | 0           | 4      | 3      |
| Totale Inter Escaldes | Totale Inter Escaldes | Totale Inter Escaldes | 72+20      | 37+9       |                 | 9               | 8               |                    | 10                 | 5                  |             | 2           | 1           | 113    | 60     |
| ago. 2022-2023        | Mollerussa            | PC                    | 18         | 8          | CR              | 2               | 1               | -                  | -                  | -                  | -           | -           | -           | 20     | 9      |
| Totale carriera       | Totale carriera       | Totale carriera       | 110        | 54         |                 | 11              | 9               |                    | 10                 | 5                  |             | 2           | 1           | 133    | 69     |

### Record
- Miglior marcatore nella storia dell'Inter Escaldes (60 reti).[4][5]

## Palmarès

### Club

#### Competizioni nazionali
- Campionato andorrano di calcio: 3

Inter Escaldes: 2019-2020, 2020-2021, 2021-2022
- Coppa d'Andorra: 1

Inter Escaldes: 2020
- Supercoppa d'Andorra: 2

Inter Escaldes: 2020, 2021

### Individuale
- Capocannoniere del campionato andorrano: 1

2019-2020 (16 gol)